# Б (паровоз, Николаевская железная дорога)
Паровоз серии Б Николаевской железной дороги — локомотив, являвшийся основательной перестройкой, выполненной в 1863—1867 годах, первых пассажирских паровозов Санкт-Петербурго-Московской железной дороги.

## История
В 1860-годы значительная часть всех паровозов Николаевской железной дороги была модернизирована путём капитальной переделки. Эту процедуру прошли, в том числе, и большая часть пассажирских паровозов. Работы были выполнены на Александровском заводе. Всего из 43 однотипных пассажирских паровозов за 1863—1867 годы были перестроены 33. Они стали именоваться серией Б и, в зависимости от конструктивных особенностей, разделялись дополнительной литерой в обозначении. Получилось 12 паровозов Ба, 6 Бб и 15 Бв. Перестройка заключалась в установке новой рамы с изменением положения осей, нового котла бо́льших размеров, установке винтовой сцепки и буферов вместо ударно-тяговых приборов первоначальной конструкции. Были установлены крытые будки для паровозной бригады. На колёсах появились бандажи и противовесы. На некоторых паровозах экспансивное движение золотника парораспределительного механизма изменено на кулисное. Перестройка одного паровоза обходилась в 10 тыс. рублей, что было немногим дешевле стоимости постройки нового.